# Shinji Hashimoto
Shinji Hashimoto (né le 6 octobre 1968) est un producteur de jeu vidéo japonais. Il est surtout connu pour avoir été producteur sur les célèbres séries Final Fantasy et Kingdom Hearts.

## Biographie

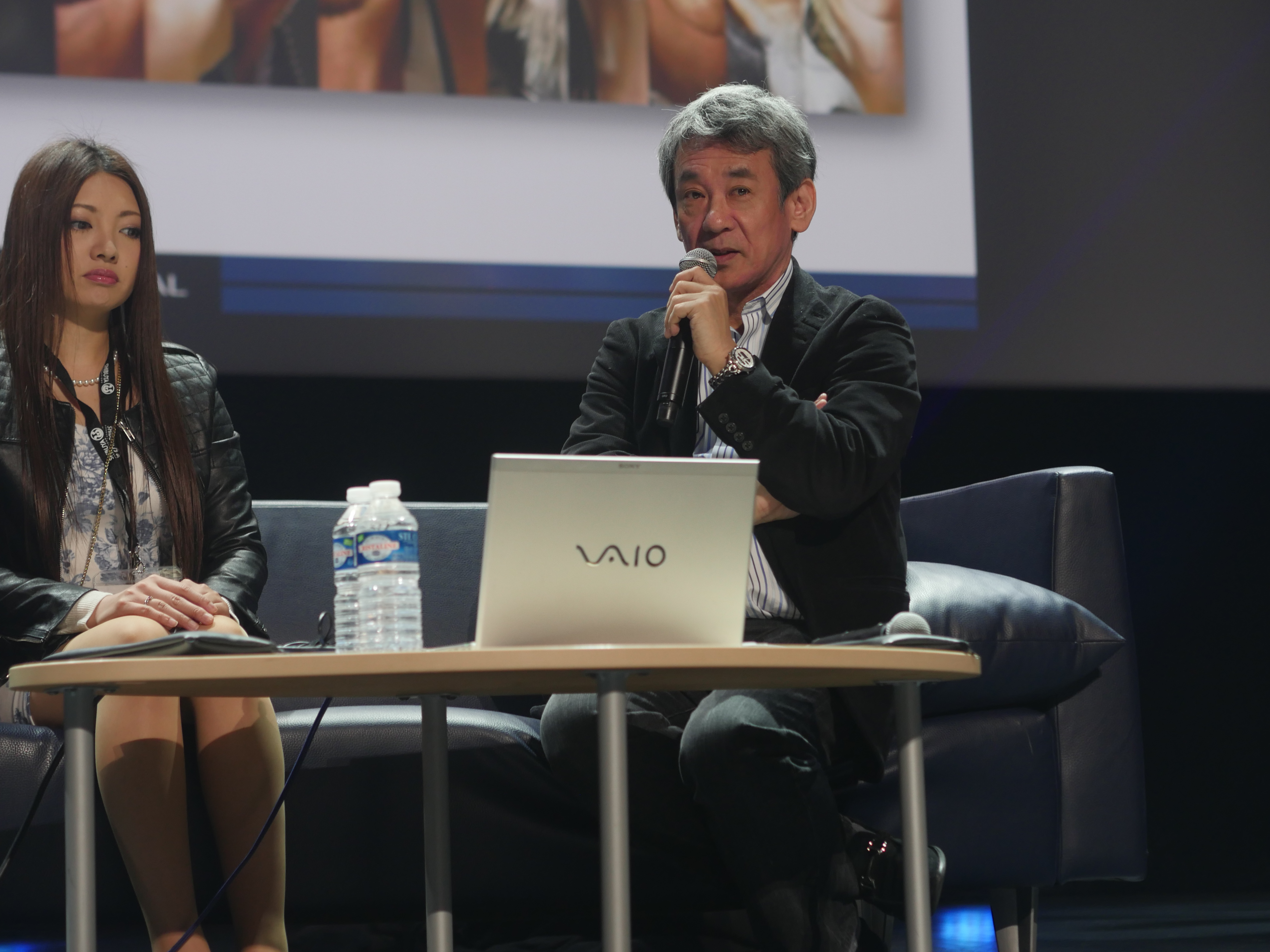
Shinji Hashimoto en conférence au Monaco Anime Game International Conferences en 2015

Dans les années 1980, Shinji Hashimoto travaille pour la compagnie de jeux Bandai où il s'occupe principalement du marketing des jeux. En 1995 il rejoint Square et travaille en tant que producteur ou producteur délégué sur les jeux vidéo de la firme. En 1995, il est producteur sur Front Mission. À la fin des années 1990, il prend en charge la production des opus  VIII et IX de Final Fantasy, la célèbre série de RPGs de Square. Il produit Kingdom Hearts en 2002, qui devient une licence de premier ordre pour Square. Il reste dans la société quand celle-ci fusionne avec Enix en 2003. Puis il produit Kingdom Hearts 2 en 2005. En 2005 il occupe la place de Senior Vice President à Square Enix. Il a travaillé sur la production de Final Fantasy XV sortie en 2016.
Enfin, il produit Kingdom Hearts 3 en 2019.

## Liste des jeux
- 1986 : Kidō Senshi Z Gundam: Hot Scramble, marketing
- 1995 : Front Mission, producteur
- 1996 : Tobal n°1, producteur délégué
- 1996 : Treasure Hunter G, producteur
- 1996 : Front Mission: Gun Hazard, producteur général
- 1997 : Front Mission 2, producteur général
- 1997 : Final Fantasy VII, publicity producer
- 1997 : Einhänder, producteur délégué
- 1997 : Final Fantasy IV (portage PlayStation sorti dans différentes compilations), producteur délégué
- 1999 : Final Fantasy VIII, producteur
- 1999 : Final Fantasy V (portage PlayStation sorti dans différentes compilations), producteur délégué
- 1999 : Chocobo Racing, producteur
- 2000 : The Bouncer, producteur
- 2000 : Final Fantasy IX, producteur
- 2001 : Driving Emotion Type-S, producteur
- 2002 : Kingdom Hearts, producteur
- 2003 : Star Ocean: Till the End of Time, general manager
- 2003 : Front Mission 4, executive manager
- 2004 : Gusha no bindume, producteur associé
- 2005 : Kingdom Hearts 2, producteur
- 2005 : Kingdom Hearts: Chain of Memories, producteur
- 2005 : Final Fantasy IV Advance, producteur délégué
- 2005 : Last Order: Final Fantasy VII, producteur délégué
- 2005 : Final Fantasy VII Advent Children (film), producteur
- 2006 : Final Fantasy V Advance, producteur délégué
- 2006 : Final Fantasy VI Advance, producteur délégué
- 2007 : Final Fantasy Fables: Chocobo's Dungeon, producteur délégué
- 2007 : Kingdom Hearts: Chain of Memories, producteur
- 2007 : Crisis Core: Final Fantasy VII, producteur délégué
- 2008 : The World Ends with You, producteur délégué
- 2009 : Kingdom Hearts: Birth by Sleep, producteur
- 2010 : Front Mission Evolved, producteur
- 2012 : Final Fantasy XV, producteur
- 2012 : Kingdom Hearts:3D Dream Drop Distance, producteur
- 2017 : Kingdom Hearts 2.8, producteur
- 2019 : Kingdom Hearts 3, producteur
- 2020 : Final Fantasy VII Remake, producteur
- 2021 : NEO: The World Ends With You, producteur